# The Spade
The Spade — шестой студийный альбом американского рок-музыканта Бутча Уокера и второй, выпущенный под именем Butch Walker and the Black Widows. Он был выпущен 30 августа 2011 года на компакт-дисках, виниле и в цифровом формате с помощью лейблов Dangerbird Records (США) и Lojinx (Европа). Альбом получил положительные отзывы критиков.
Лид-синглом стала песня «Summer of '89». Сингл альбома, «Synthesizers», был выпущен 20 января 2012 года. В клипе на песню снялся Мэттью МакКонахи, повторивший свою популярную роль Дэвида Вудерсона из фильма «Под кайфом и в смятении» 1993 года.

## Отзывы
| Совокупная оценка  | Совокупная оценка                                                        |
| Источник           | Оценка                                                                   |
| ------------------ | ------------------------------------------------------------------------ |
| Metacritic         | 78/100                                                                   |
| Оценки критиков    |                                                                          |
| Источник           | Оценка                                                                   |
| Allmusic           | [ 3 ]                                                                    |
| Alternative Press  | 4 из 5 звёзд · 4 из 5 звёзд · 4 из 5 звёзд · 4 из 5 звёзд · 4 из 5 звёзд |
| Slant Magazine     | [ 4 ]                                                                    |
| PopMatters         | [ 5 ]                                                                    |
| They Will Rock You | 5 из 5 звёзд · 5 из 5 звёзд · 5 из 5 звёзд · 5 из 5 звёзд · 5 из 5 звёзд |

Альбом получил положительные отзывы критиков.
Альбом получил 78 баллов на сайте агрегатных рецензий Metacritic, что свидетельствует о благосклонном отношении к нему. Эндрю Лихи из Allmusic отметил, что альбом «исследует грязную сторону Голливуда с равными частями пауэр-попа и рок-н-ролла», и что тексты песен альбома «сосредоточены на собственном маленьком мире Уокера — девушки, которых он знал, наркотики, в которые он употреблял, неприятности, в которые он попал как дикий ребёнок 80-х — но Spade кажется более широким, более полным, более коллективным, чем эти слова предполагают».
Эван Соуди из Pop Matters очень положительно отозвался об альбоме; хотя, по его мнению, альбом «не делает ничего нового или особенно инновационного», он считает, что «это просто чертовски хороший рок-альбом насквозь» и что Уокер «наконец-то написал альбом, который полностью принадлежит его собственному голосу». Энди Гилл из The Independent написал, что альбом — это «в основном грубый и жёсткий raunch-рок, с непривлекательным жеманным тоном, который практически смеет вас не считать песни умными, а хуки заразительными. А это не так, в особенности».

## Коммерческий успех
В первую неделю после выхода альбом занял первое место в чарте Billboard Heatseekers и достиг 105-й строчки в Billboard 200, продав 5 000 копий за неделю дебюта. По состоянию на февраль 2015 года в США было продано 18 000 копий альбома.

## Список композиций
| №   | Название                              | Автор(ы)                                    | Длительность |
| --- | ------------------------------------- | ------------------------------------------- | ------------ |
| 1.  | «Bodegas and Blood»                   | Бутч Уокер, Fran Capitanelli, Michael Trent | 3:53         |
| 2.  | «Every Single Body Else»              | Chris Unck, Trent                           | 3:00         |
| 3.  | «Summer of '89»                       | Walker                                      | 4:15         |
| 4.  | «Sweethearts»                         | Capitanelli, Trent                          | 3:03         |
| 5.  | «Day Drunk»                           | Walker, Trent                               | 3:55         |
| 6.  | «Synthesizers»                        | Jake Sinclair, Trent                        | 3:25         |
| 7.  | «Dublin Crow»                         | Walker                                      | 2:50         |
| 8.  | «Closest Thing To You I'm Gonna Find» | Walker                                      | 3:56         |
| 9.  | «Bullet Belt»                         | Walker, Trent                               | 4:04         |
| 10. | «Sucker Punch»                        | Walker, Trent                               | 3:54         |

| №   | Название                                           | Автор(ы)      | Длительность |
| --- | -------------------------------------------------- | ------------- | ------------ |
| 11. | «Answering Machine Girl» (iTunes U.K. bonus track) | Walker, Trent | 3:34         |